# Walter P

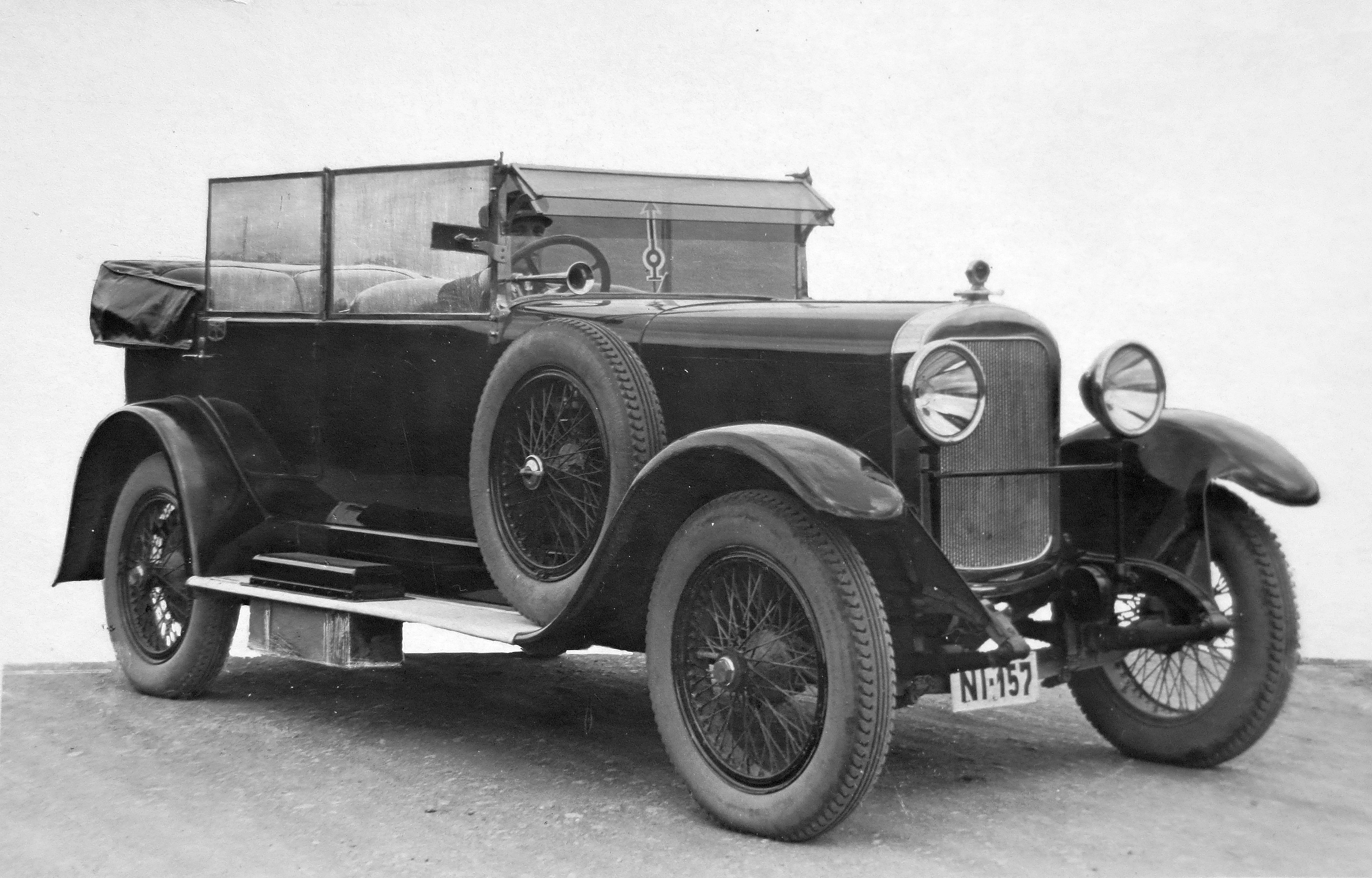
Walter P II (1925)

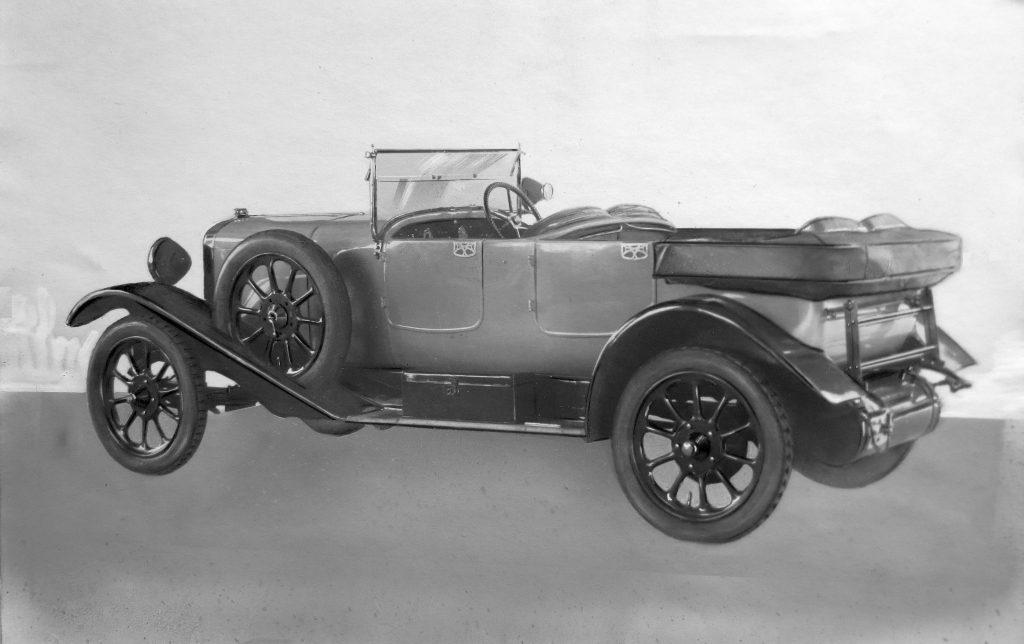
Walter P II, luxusní kabriolet s vyváženou mechanikou sklápěcí střechy (1926)

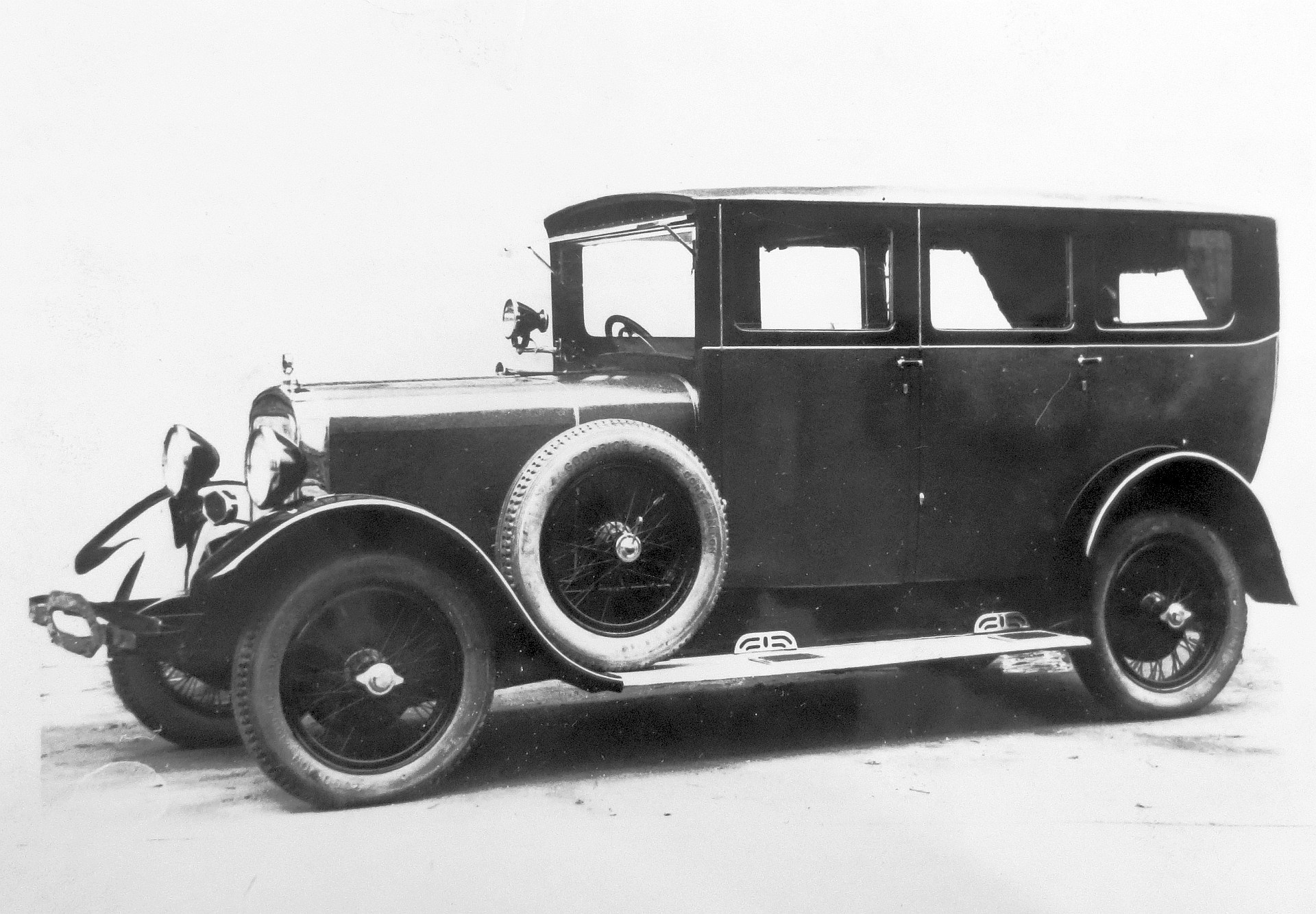
Walter P-III limuzína - sedan (1926)

Walter P byl osobní automobil továrny Walter (Akciová továrna automobilů Josef Walter a spol., Praha-Jinonice), českého výrobce osobních automobilů. Písmeno P znamená, že jejich konstruktérem byl ing. Josef Plocek. Jednotná řada typů WZ (1919–1927) automobilů Walter našla své volné pokračování typové řadě P. Automobily řady Walter P se vyráběly v letech 1924–1928. U těchto vozů PI-PIII byl snížen zdvihový objem ze 2,12 l na 1,94 l proto, aby nepodléhal luxusní dani uvalené na silné vozy s objemem válců nad 2 l.

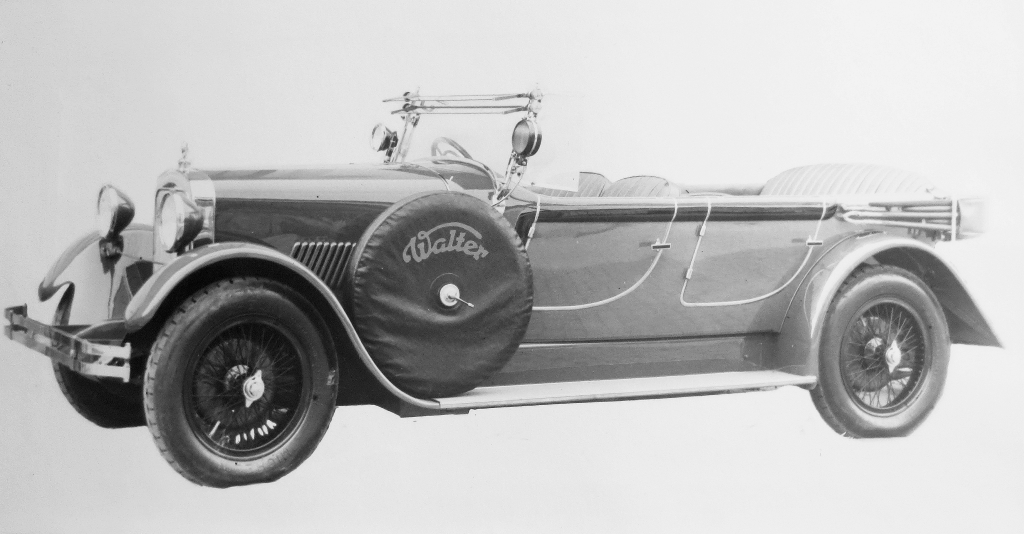
Walter P III, touring (1927)

## Vznik a vývoj
Vozy jednotných řad „WZ“ a „P“ se vyráběly od roku 1919 až do roku 1928. V té době už nebyl ve firmě její zakladatel Josef Walter. Začátkem roku 1922 byl z vedení vytlačen, z podniku odešel a vedení akciové společnosti se postupně dostalo do rukou rodiny Kumperů. Vrchním ředitelem továrny se stal ing. Jan Novák, který přišel z Kopřivnické vozovky. Otěže však přebírají Kumperové. Otec Vítězslav Kumpera st. (1876–1952) prezident firmy a spoluzakladatel původní společnosti J. Walter a spol., jeho starší syn, čerstvě dostudovaný ing. Antonín „Teny“ Kumpera (1901–1990), jenž se stal po odchodu ing. Jana Nováka do Škodovky vrchním ředitelem (od září 1927), a jeho mladší bratr JUDr. Vítězslav Kumpera (1904–1987) byl v pozdějších letech (od r. 1929) obchodním ředitelem. Od roku 1923, kdy se Jinonice staly součástí Prahy jako Praha XVII - Jinonice, začala továrna Walter souběžně vyrábět letecké motory. Tato výroba počala postupně převažovat nad výrobou automobilů.

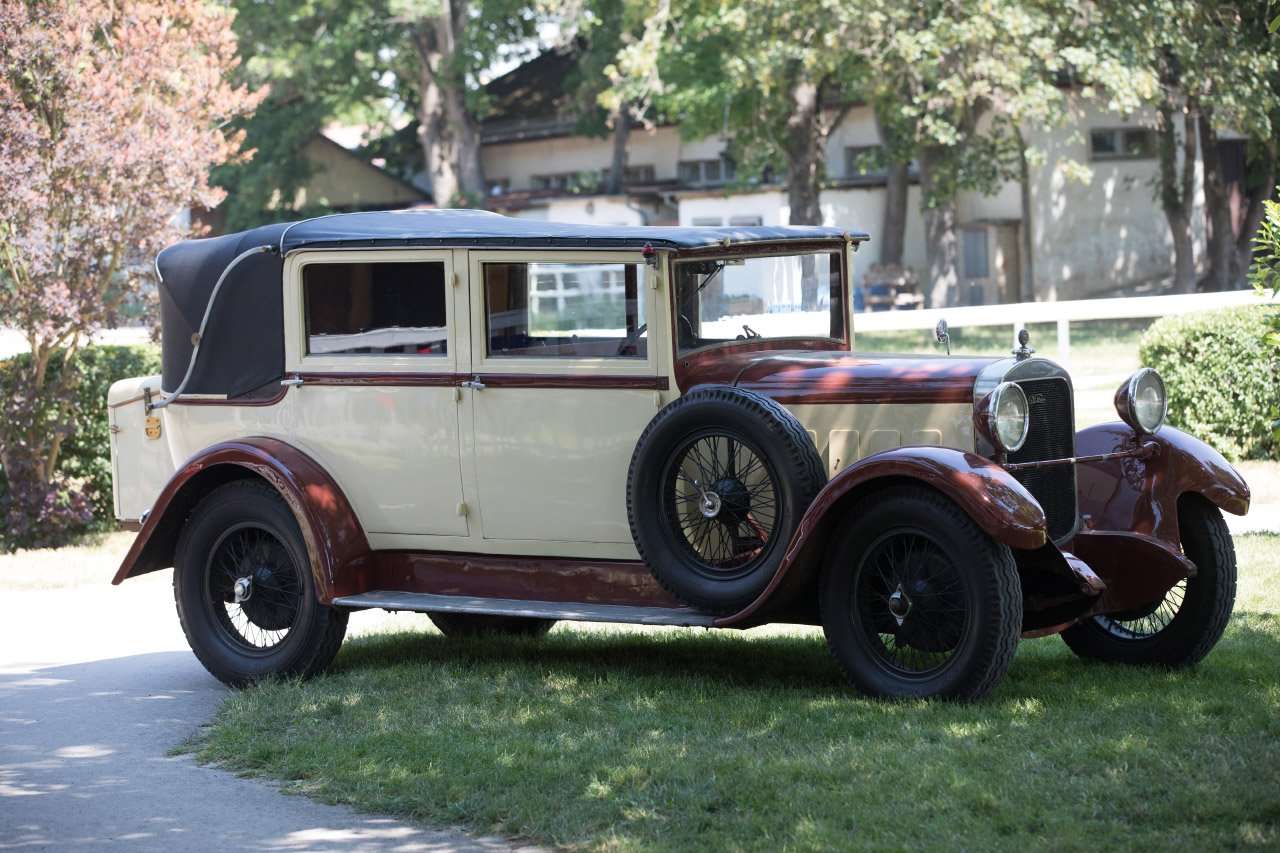
Walter P IV (1927)

Hlavním a důležitým znakem je přechod na motory s rozvodem OHV. Plockovi byl již v roce 1920 přiznán patent č. CS 1451 "Bezprostředně ovládané ventily při vrchním rozvodovém hřídeli za vyloučení postranních tlaků na vřeteno ventilové pomocí pístového vodítka". Ten uplatnil v roce 1921 na závodních automobilech WZ/WIZ a v sérii byl od roku 1923 využit na modifikovaném motoru WIZ s objemem válců 1 544 cm³. Dochází tak k zásadní změně, kdy je změněn rozvod SV na OHV, a proto je tento typ WIZ nejbližším příbuzným prvního modelu Walter P I z roku 1924. K představení tohoto vozu nedošlo překvapivě v dubnu 1924 na pražském autosalonu (tam byly vystaveny ještě WIZ a WIZI, motocykl Walter M 922 ing. Josefa Plocka vyráběný od roku 1921 a závodní vůz Walter 0), ale později – v průběhu roku. Model Walter P I je vystaven až na XVII. pražském autosalonu v dubnu 1925, společně s novým modelem Walter P II. V roce 1926 byl představen aerodynamicky řešený, sportovní, dvoumístný vůz Walter Super Sport (Walter P III SS) s karoserií Grand Sport (roadster), který měl podvozek a motor z modelu Walter P III (1925). Jednalo se o první sportovní vůz, který byl továrnou Walter nabízen komerčně. Tento dvoumístný automobil byl odvozen od závodního vozu Walter 0, který jezdil v letech 1924–1925 (v roce 1924 s upraveným motorem pozdějšího P II/1945 cm3, v roce 1925 s upraveným motorem pozdějšího P IV/2368 cm3). Poslední model řady P, typ Walter P IV (9/36) byl představen na pražském autosalonu v roce 1927.
Ing. Josef Plocek, vedoucí rozšířené konstrukční kanceláře Walter (pracoval ve firmě od roku 1911), odešel z jinonické továrny krátce po uvedení osobního automobilu Walter P, nákladního automobilu Walter PN a motocyklu Walter M 922 do výroby. Zřejmě to souviselo s nástupem nového vedoucího konstrukční kanceláře ing. Františka Barvitia. Josef Plocek přešel jako šéf konstrukce do Škodových závodů v Plzni. Zde již v lednu 1924 podává patentovou přihlášku na "Motorové vozidlo o dvou rejdovných nápravách se zvláštním řízením pro každou nápravu a se současným zapínáním převodů ozubených kol, která určují směr jízdy". Schválený patent č. CS 19342 je pak využit k výrobě prototypů pancéřového automobilu Škoda PA-I a následných obrněných automobilů vz. 23 (Škoda PA-II) a vz. 27 (Škoda PA-III). V roce 1928 přešel do ASAP Mladá Boleslav jako "chef" konstrukční kanceláře. Vedoucím ředitelem ASAP byl ing. Jan Novák (ex Walter, 1920-1927, mj. Walter NZ-60).

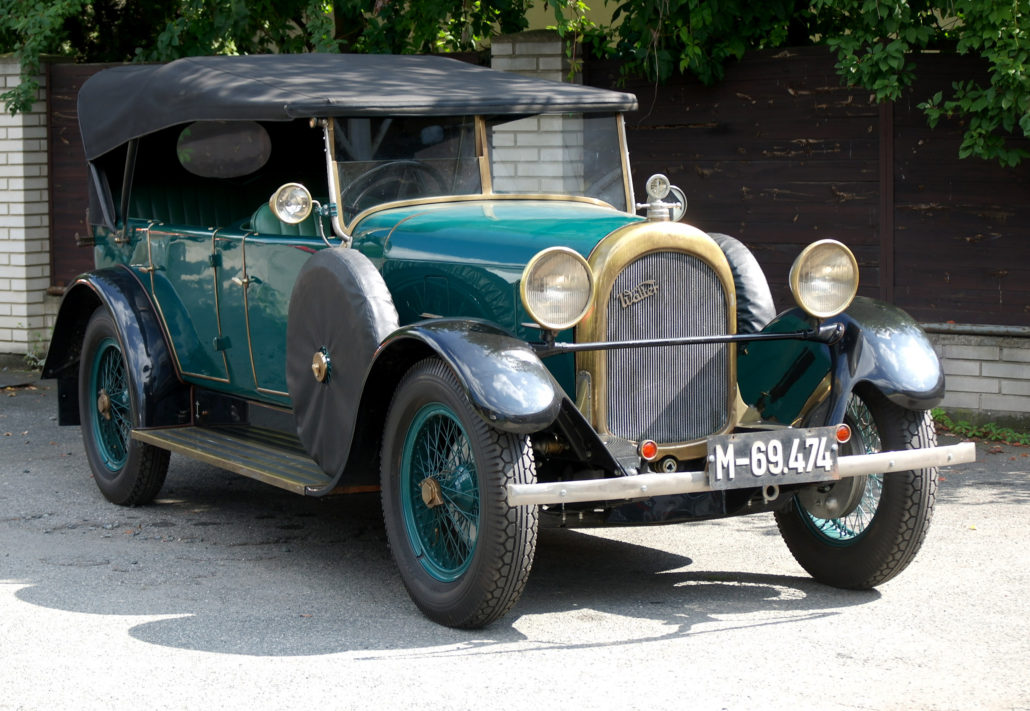
Walter P IV (1928)

### Tabulka modelů
Data dle
| typ                  | P I     | P II    | P III   | P III SS | P IV    |
| rok výroby           | 1924    | 1925    | 1926    | 1926     | 1927    |
| označení HP          | 8/25    | 8/30    | 8/30    | 9/38     | 9/36    |
| objem motoru         | 1 945   | 1 945   | 1 945   | 1 945    | 2 368   |
| rozvod               | OHV     | OHV     | OHV     | OHV      | OHV     |
| otáčky (ot/min)      | 2 000   | 2 800   | 2 000   | 3 800    | 2 800   |
| vrtání (mm)          | 72,5    | 72,5    | 72,5    | 72,5     | 80      |
| zdvih (mm)           | 117,8   | 117,8   | 117,8   | 117,8    | 117,8   |
| výkon (k/kW)         | 25/18,6 | 30/22,4 | 30/22,4 | 38/28,4  | 36/26,8 |
| rozvor (mm)          | 3 000   | 3 100   | 3 100   | 3 100    | 3 100   |
| rozchod (mm)         | 1 350   | 1 400   | 1 400   | 1 400    | 1 400   |
| hmotnost (kg)        | 1 400   | 1 400   | 1 600   | 1 250    | 1 600   |
| max. rychlost (km/h) | 90      | 100     | 100     | 140      | 110     |

Při uvedení na trh se Walter P 8/30 HP prodával v základním provedení za 87 000 Kč.

## Motory
Modely P I, P II a P III měly motor o objemu válců 1 945 cm³, u poslední verze označované P IV byl objem motoru zvýšen převrtáním válců na 2 368 cm³. Tento motor byl používán i pro dvoutunový nákladní automobil a pro autobus s kapacitou 16 osob Walter PN 9/36 HP (Plocek Nákladní, IV-VI. série), jehož výroba byla zahájena v roce 1926. Základní parametry automobilů řady P jsou uvedeny v tabulce.                                                          

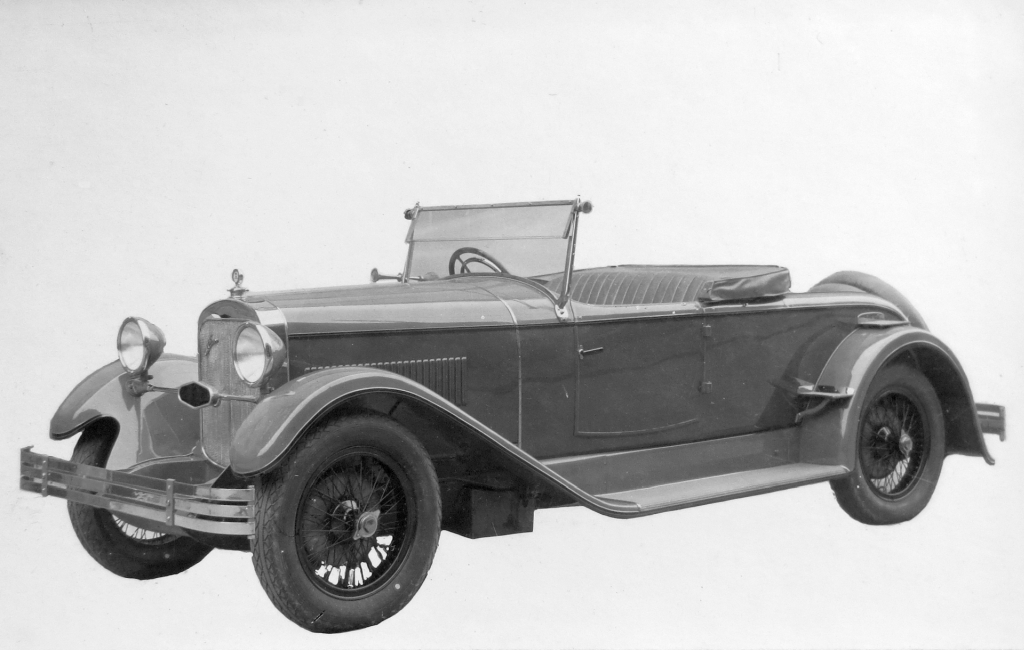
Walter P IV, dvoumístný kabriolet (1928)

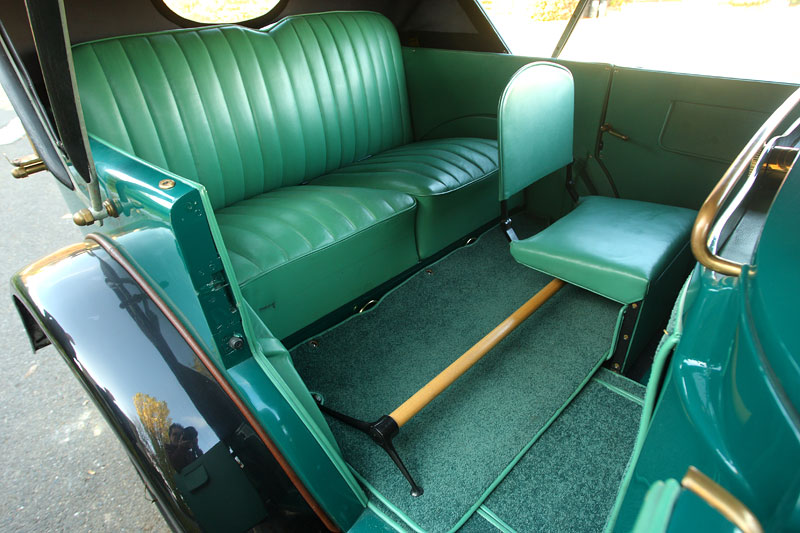
Walter P IV (1928)

Motory typů P I - P III byly konstrukčně a objemově stejné, lišily se však výkonem. Jednalo se o zážehový, kapalinou chlazený řadový čtyřválec (R4), s válci v jednom bloku, dva ventily/válec, bez přeplňování. Rozvod OHV obstarával vačkový hřídel vzpěrnými, zakrytými tyčinkami s kulovými konci a vahadélky na válečkových ložiscích. Zvedáky a tyčinky byly chráněny před znečištěním krytem, který přiléhal k bloku motoru. Motorová skříň byla z hliníkové slitiny o vysoké pevnosti. Snímatelná hlava válců a písty byly z lehké Al-slitiny. Kovaný klikový hřídel z chromniklové slitiny byl uložen ve 3 hlavních, bronzových ložiscích vylitých ložiskovým kovem. Na předním konci zalomeného hřídele byla řemenice pro pohon větráku. Zadní konec klikového hřídele končil přírubou pro připevnění setrvačníku. Na klikových čepech zalomeného hřídele pracovaly ojnice. Ojnice byly rovněž z chromniklové slitiny a byly připojeny k pístu povrchově kalenými čepy. Veškerá použitá ocel byla prvotřídním výrobkem Poldiny huti, všechny odlitky z hliníku či litiny vyráběl Walter ve vlastní slévárně.   
Zapalování dynamo bateriové pravotočivou elektrickou magnetkou Bosch FF 4 s elektrickým startérem, který se uváděl v činnost stisknutím tlačítka na přístrojové desce. Vůz měl elektrickou výbavu Bosch pracující s napětím 12 V, včetně reflektorů s dvouvláknovými žárovkami (dálkové a městské osvětlení), zadní signální svítilny, vnitřního osvětlení a houkačky. Mazání tlakové, cirkulační s olejovým šnekovým čerpadlem s integrovaným plnoprůtokovým olejovým filtrem. Rozvod k mazacím místům byl podélnými kanálky v bloku, kde byl přiváděn na ložiska zalomeného a vačkového hřídele. Vyvrtaným zalomeným hřídelem byl pak veden od hlavních ložisek k ložiskům ojnic. Odtud odstřikoval olej až na třecí plochy válců a současně mazal písty. Motor měl termosifonové kapalinové chlazení, podporované ventilátorem, který byl poháněn plochým řemenem. Palivo bylo z nádrže dopravováno ke karburátoru Zenith 26 TD (P I, II) resp. Zenith HAK 30 TD (P III, IV) „vakuovým nasávačem“ z nádrže umístěné mezi zadními konci rámu. Karburátory Zenith měly dvojitý difuzér.  
Převodovka bez synchronizace byla původně třístupňová, později byla čtyřstupňová 4+Z, čtvrtá rychlost v přímém záběru, ovládaná více lamelovou spojkou originální, původní konstrukce s litými lamelami ze šedé litiny. Hřídel spojky byla spojena s rychlostní skříní pryžovou Hardyho spojkou. Třecí spojka byla jednokotoučová a byla uložena v setrvačníku. Všechny hřídele převodové skříně byly uloženy v kuličkových ložiscích, což ve 20. letech nebylo až tak běžné. Řadicí páka a páka ruční brzdy byly netypicky umístěny u pravých dveří a ne ve středu vozu. Jiné typy Walter už tuto „zvláštnost“ neměly. Spotřeba benzínu na 100 km: 11–14 l benzinu a 0,3–0,5 l motorového oleje na 100 km dle modelu. Nádrž paliva byla umístěna vzadu nad zadní nápravou s objemem u P I a P II na 65 l, P III na 70 l, u P IV na 85 litrů.

## Podvozek
Motor vpředu a pohon zadních kol. Robustní obdélníkový rám vozu byl nýtovaný z ocelových nosníků, klasický žebřinový. Pérování na obou nápravách bylo zajištěno plochými, listovými půleliptickými péry. Přední, tuhá náprava I-profilu z chrom-niklové oceli byla ovládána šnekovým soukolím, řízení pravostranné. Přenos síly do rozvodovky s diferenciálem, uložené uprostřed zadní tuhé nápravy, zajišťoval vyvážený kloubový hřídel, připojený zapouzdřenými křížovými klouby s jehlovými ložisky. Převod byl realizován bezhlučným ozubeným konickým soukolím se spirálovými zuby Gleason, typ Banjo. Walter P I měl nožní brzdu za převodovou skříní (servobrzda Poulet, která působila na přední kola), ruční brzdu na zadních kolech (bubnové, mechanické). Od verze P II nožní brzda působila na všechna kola a ruční působila na převodový hřídel. Přední bubnové brzdy byly systému Perrot Servo Frein. Na přání však bylo možné koupit i vůz bez předních brzd.
Na rozdíl od předchozích typů byla disková kola nahrazena koly Rudge-Whitworth s drátěným výpletem, i když existovala možnost objednat si i disková Sankey. Po stranách vozu byly připevněny 2 rezervy. Jednotlivé typy byly vybaveny pneumatikami: P I  (765 × 105) a P II až P IV (775 × 145) popř. SS 30 × 5,25", SS 30 × 5,77" (Straight Side Ballon) dle tehdejšího značení. Výrobce doporučoval použití pneumatik Michelin Comfort. Dobrou stabilitu v zatáčkách mu zajišťuje na tehdejší dobu široký rozchod 1 400 mm (model P IV), otevřené auto má navíc nižší těžiště než limuzína. Hmotnost podvozku byla u P I a P II 900 kg, u P III a P IV 1 080 kg.

## Karoserie
Typ P byl karosován jako čtyřdveřový čtyř až šestimístný sedan/limuzína (2 sklopná sedadla), dvou až pětimístný kabriolet, otevřený faeton, luxusní coach či jako dodávka/valník. Snaha sjednotit montáž jednotlivých druhů karoserie podle přání zákazníka na společný podvozek byla řešena tak, že všechny karoserie byly k rámu uchyceny šesti šrouby v předem daných montážních bodech. Tento úsporný systém byl použit už i u typové řady Walter WZ. Hmotnost uzavřeného vozu byla u P I-II 1400 kg, u větších P III-IV 1600 kg.
K základnímu vybavení přístrojové desky patřil tachometr s denním i celkovým počítadlem km, měřič paliva Pantoff, elektrická houkačka a hodiny. Do vybavení náleželo i nářadí a náhradní díly. Na přání bylo možné instalovat topná tělesa pro ohřívání nohou, chladiče, hledací reflektor a signalizační směrovky (blinkry). Luxusní karoserie měly v zadní části i zapalovač doutníků, telefon k řidiči, osvětlení uvnitř stropní i boční, stahovací okno k řidiči a postranní okna na kličku systému Haarnagell. Karoserie byla přepažena a vyztužena dělicí stěnou, zadními dveřmi se nastupuje buď na sklopná sedátka (ve směru jízdy) anebo na mnohem pohodlnější lavici. Sklopná sedadla bylo možno ve složeném stavu zcela skrýt v přední, dělicí stěně. Panstvo si pak pohodlně natáhlo nohy. Bytelná podnožka tu nebyla pro parádu, při jízdě po dlažbě byla plně doceněna. Walter postrádal účinné tlumiče pérování a pohupoval se sice pozoruhodně měkce, nicméně s velkou amplitudou. Tento elegantní vůz si „zahrál“ i v seriálu České televize První republika. Vozidlo má karoserii landaulet v šestimístném provedení s mezistěnou oddělující prostor řidiče od prostoru pro přepravu cestujících. Karoserie je v anglickém stylu. Zavazadlový prostor na sklopném nosiči – odnímatelná truhla a nebo pevný kufr. 
Na pražském XVIII. autosalonu v roce 1926 byly vystaveny otevřený vůz 8/30 HP (touring) s leštěnými deskami z mahagonu Sapelli, které byly vroubeny americkým ořechem. Motorový kryt  a náběh k ochrannému sklu byl z „mdlého“ hliníku. Stupačky byly z hlazeného dřeva, drátěná kola a všechny lišty na voze byly niklovány, luxusní čtyřsedadlová a šestisedadlová limuzína, falešný kabriolet černé barvy s pozlaceným chladičem, čalouněný vzorovaným zeleným plyšem, sportovní čtyřsedadlový sedan s karoserií systému Weymann atd. Současně byl na tomto autosalonu představeni  sportovní automobil Walter P III SS (Super Sport) měl velmi pohlednou štíhlou karoserii s pozvolně se svažující zakulacenou zádí a dobré dynamické jízdní vlastnosti. Představoval pro soukromé jezdce výhodné a trvanlivé sportovní nářadí jak pro tehdy obvyklé, dlouhé okruhové závody, tak pro různé soutěže. V září 1927 byl tento vůz v expozici továrny Walter na autosalonu označen jako sportovní Walter Super Sport s karoserií Grand Sport (roadster). Kola Rudge&Whithworth s drátěným výpletem a centrální maticí byla obuta do diagonálních pneumatik rozměru 6.00/20. Nádrž o objemu 70 litrů byla umístěna v rámu za zadní nápravou. Walter P III SS spotřeboval snesitelných 14 litrů benzínu na 100 kilometrů svižné jízdy. Pohotovostní hmotnost se pohybovala okolo 1300 kg.
V únoru 1927 zakoupila uzavřený vůz Walter P III (8/30 HP) se šesti bočními okny prezidentská kancelář „pro osobní potřebu pana prezidenta republiky“, jak uvedl 2. března 1927 časopis Pestrý týden. Byl určen nejenom pro potřeby hlavy státu, ale i pro hosty prezidentské kanceláře. Pro významné hosty pozvané na Pražský hrad nebo na zámek do Lán Masaryk obvykle posílal automobil, i černý Walter (8/30 HP). Vůz se zřejmě osvědčil, neboť po roce a půl (v roce 1928) si limuzínu Conduite Intérieure Walter P IV (9/36 HP) objednal pro svou potřebu přímo prezident republiky T. G. Masaryk. Před dodáním zákazníkovi byl vůz vystaven v září 1928 na pražském autosalonu. Mimo to prezident Masaryk používal od roku 1929 další typ z jinonické líhně černou limuzínu Walter 6B (12/60 HP).

## Sportovní úspěchy

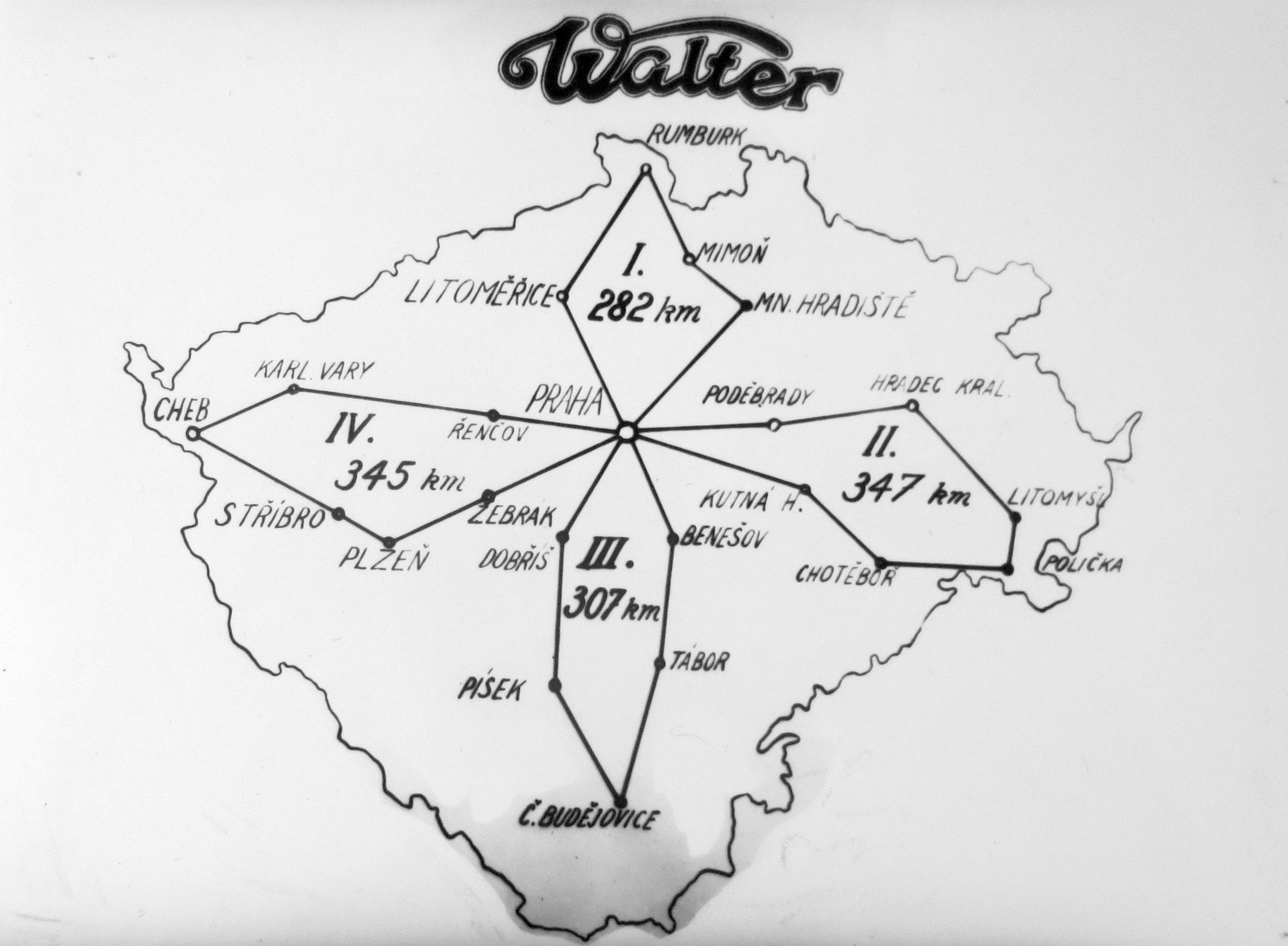
Walter typu P (1927), trasy jízdy 10000 km

Továrna se oficiálně sportovních a závodních podniků s vozem Walter P nezúčastňovala. Výjimku tvořily podvozkově a motorově příbuzný, závodní Walter 0 (1924–1925) a „dobíhající“ řada WZ (1924). Pokud tedy ve výsledkových listinách 1925–1928 nalezneme vůz Walter je to díky amatérským, soukromým jezdcům. Důvody tohoto kroku lze spatřovat v „odluce“ rodiny Kumperů od aktivit Autoklubu Republiky Československé (AKRČs), který postupně nastal od roku 1925. Triumvirát Vítězslav Kumpera st., ing. Antonín Kumpera a JUC. Vítězslav Kumpera ml. postupně rezignuje v AKRČs na funkce v představenstvu a v jednotlivých výborech a komisích. Zakládají konkurenční klub Liga čs. motoristů (28. dubna 1927), který stojí mimo společenství AKRČs a přidružených klubů. Toto společenství se sice v roce 1926 mění z "elitářského" klubu na v Kartel čs. autoklubů, který tvoří AKRČs s postupně přibývajícími kluby (celkem 30 klubů), ale Liga stojí mimo toto uskupení. Vítězslav Kumpera mimo nižších členských příspěvků vyjednal pro členy Ligy levnější tankování pohonných hmot u "modrých" pump, distribuční sítě pohonných hmot a motorových olejů Sphinx. V krátké době měla Liga přes 20 tisíc členů, tj. více než celý Kartel s 30 kluby. Továrna Walter a Liga čs. motoristů v podstatě bojkotují veškeré sportovní akce pořádané tímto Kartelem. Jedinou výjimku tvoří účast na všech autosalonech pořádaných AKRČs. K jistému uvolnění vztahů s Ligou československých motoristů dochází až v roce 1929, kdy se ing. Antonín Kumpera opětovně stává členem výkonného výboru AKRČs..  Na Soutěži elegance konané 3. srpna 1930 v Trenčianských Teplicích pod protektorátem žilinské odbočky AKRČs získal sportovní Walter P III Super Sport I. cenu.

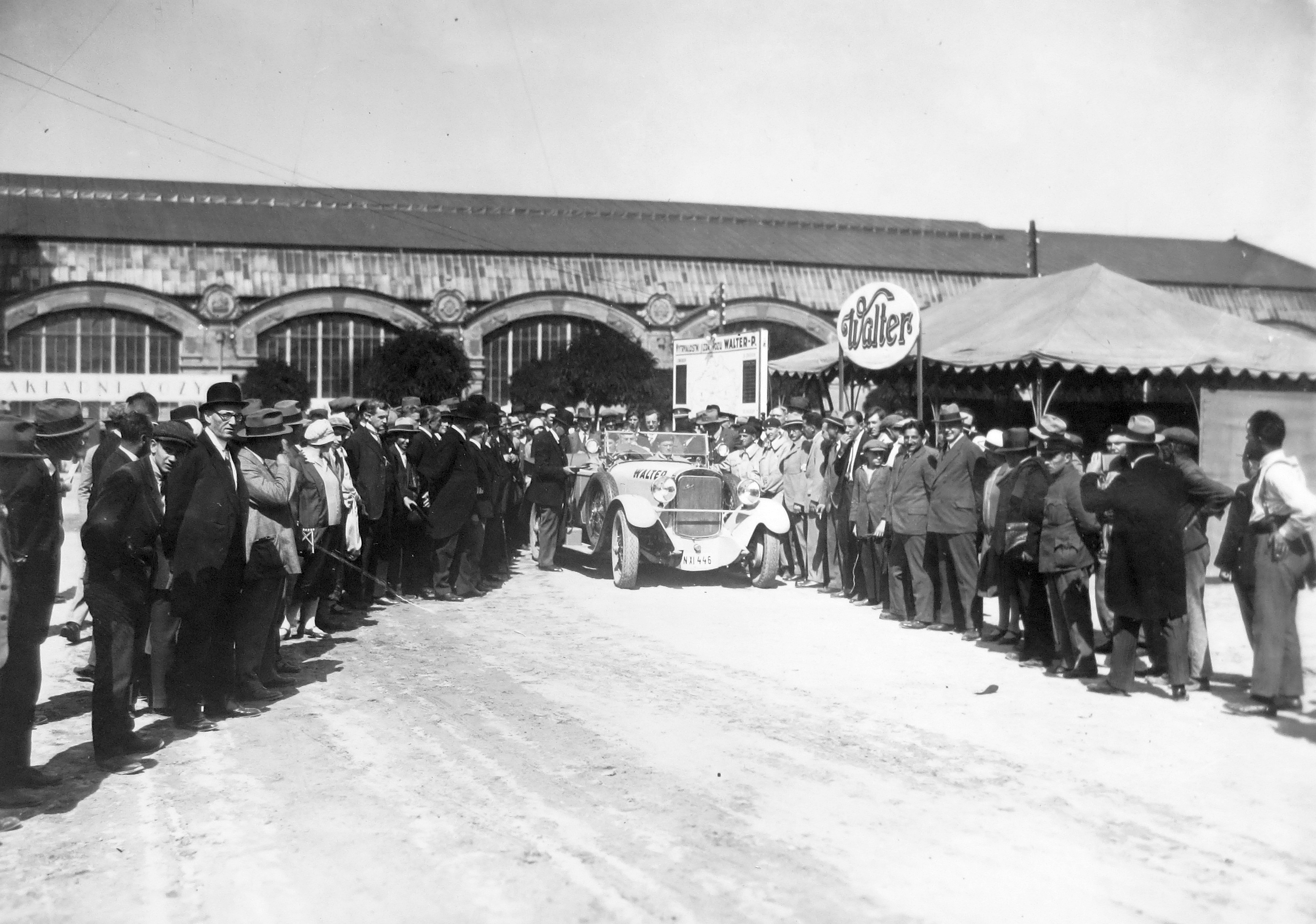
Walter P, start jízdy Walter 10 000 km (3.9.1927)

### Závody do vrchu a hvězdicové jízdy
Ve výsledkových listinách 1925–1927 se sporadicky objevují i účastníci na vozech Walter, ale je to díky aktivitám amatérských, soukromých jezdců. Například v III. ročníku závodu do vrchu Brno-Soběšice (6. června 1926) obsadili jezdci Jabůrek a Divíšek 2. a 3. místo v kategorii cestovních automobilů 1 500 cm³ a na rychlostním, letmém Slánském kilometru (29. srpna 1926) obsadil jezdec Uhlíř 2. místo v kategorii cestovních automobilů do 2 000 cm³. Na závodu do vrchu Hřebenka z Košíř na Sokolské sletiště (28. září) v cestovních vozech do 2 000 cm³ obsazuje J. Brandejs 3. místo a Josef Vejtruba 2. místo do 2 500 cm³. 
V roce 1927 jezdec V. Kynzl obsadil 3. místo v třídě do 2 000 cm³ cestovních automobilů v závodu do vrchu Zbraslav-Jíloviště (8. května, XI. ročník). Tuto třídu a celou kategorii cestovních automobilů vyhrál Miloš Havel na Bugatti před Milošem Bondym na Tatře. Autoklub Leitmeritz uspořádal 24. července v rámci oslav 700 let od založení Litoměřic (Leitmeritz) hvězdicovou jízdu, ve které na 2. místě v třídě nad 1 100 cm³ skončil na Waltru Vilém Löhner z Jablonce. V tomtéž roce vyhrál jezdec J. Líman 1. ročník závodu do vrchu Pšovka u Mělníka (21. srpna), který uspořádal Klub automobilistů a mototuristů pro severozápadní Čechy, v kategorii sportovních automobilů do 3 000 cm³.

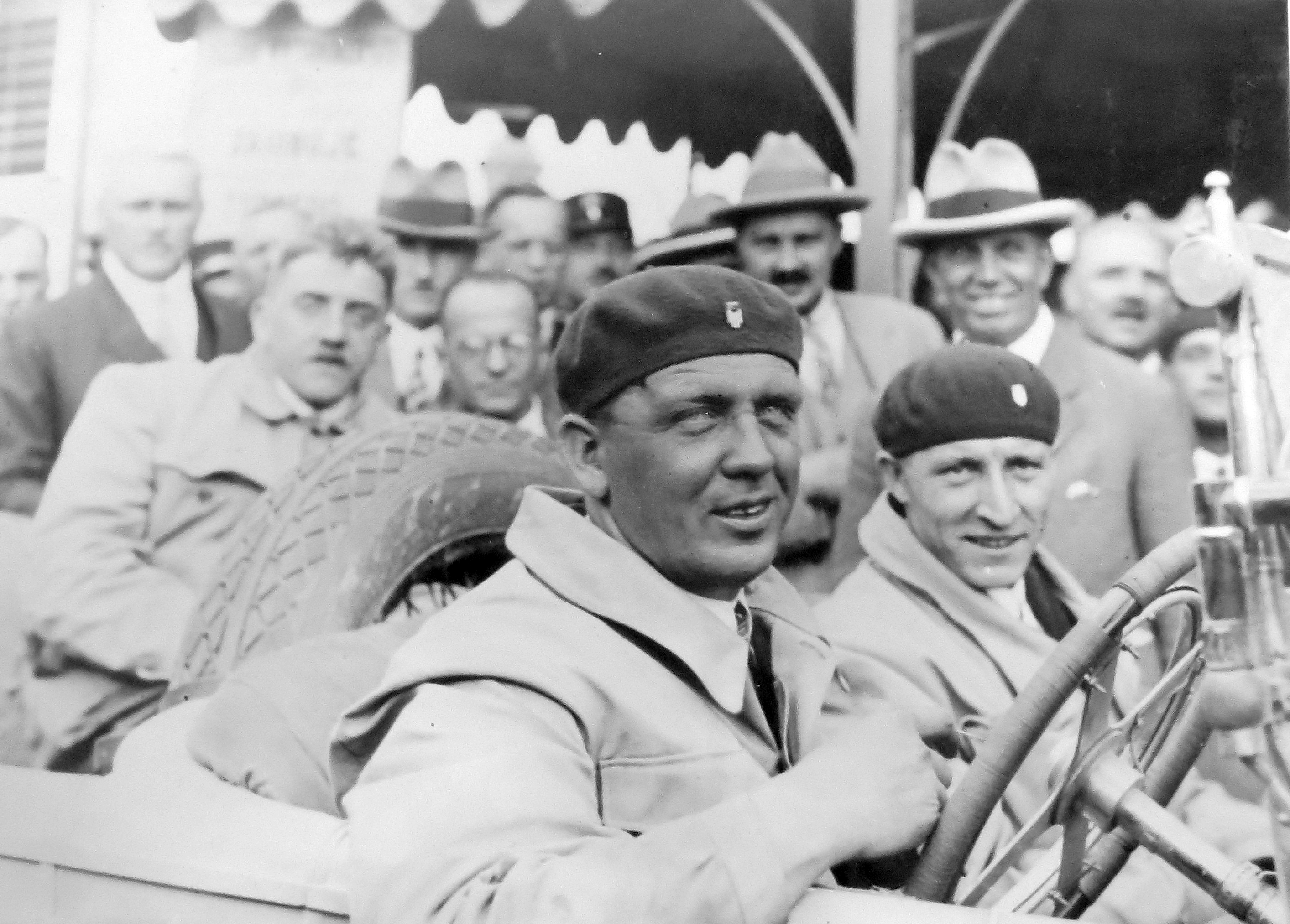
Walter typu P (1927), Knapp s Traubem před startem poslední etapy jízdy Walter 10000 km

### Walter 10 000 km
V roce 1927 při příležitosti XIX. pražského autosalonu, kde byly v tovární expozici vystaveny modely P III (8/30 HP), starší WIZ (Standard 6/20 HP), sportovní Walter Super Sport s karoserií Grand Sport (roadster) a také nákladní vůz a autobus Walter PN (9/36 HP), vyhlásilo vedení firmy pokus o rekordní vytrvalostní jízdu s vozem Walter P III. Pro vytrvalostní jízdu byl vybrán vůz s otevřenou karoserií ve žluté barvě. Byl doplněn o některé maličkosti běžné u vozů určených k podobným účelům: přídavná nádrž na palivo, přídavné světlomety atp. Trasy, po nichž se jezdilo déle než týden, paprskovitě vybíhaly z Prahy a tam se také vracely. Start a cíl všech 4 okruhů byl na výstavišti, kde měli jezdci zásobovací stanici. V zásobovací stanici, kterou na pražském výstavišti vedl ing. Jan Šusta, vůz vždy načerpal benzín a olej a vyrazil na další okruh. Vůz byl stále na cestě, vždy přijel na výstaviště, načerpal pohonné a mazací látky a hned pokračoval na svých okruzích. Kontrolu během jízdy prováděli komisaři schválení sportovní komisí Autoklubu republiky Československé (AKRČs).
V den zahájení autosalonu, v sobotu 3. září 1927, byla jízda přesně ve 12 h za přítomnosti mnoha oficiálních hostí (mj. ministři vlády PhDr. Spina a prof. JUDr. Engliš) slavnostně odstartována. Za volantem se střídali tovární jezdci Knapp, Němota, Traube a Havlíček. Průběhu tohoto pokusu se velmi podrobně věnovaly Lidové noviny a téměř každý den přinášely detaily o průběhu jízdy. Mimo jiné poukázaly na získanou zkušenost: „Téměř všechny závory železniční byly uzavřeny a otevřeny teprve tehdy, až když posádka auta probudila hlídače závor ze spánku.“
Vytrvalostní jízda byla ukončena v neděli 11. září v 16 h 20 min. Tovární jezdci ji absolvovali za necelých 200 hodin a ujetá vzdálenost činila 10 017 km při průměrné rychlosti 52,6 km/h. „Výkon jistě krásný, uvážíme-li po jakých silnicích bylo nutno jeti a také podávající důkaz o způsobilosti a vytrvalosti, neboť trať byla ujeta téměř bez zastávky a jediného defektu za 8 dní 4 hodiny a 20 minut“, připomínají Lidové noviny v komentáři. Celková spotřeba benzínu činila 1 485 l a oleje 84,5 l. Samotná jízda proběhla, jak uvádí odborný měsíčník Auto (vycházel od r. 1913 jako magazín Autoklubu Republiky Československé), bez komplikací, nepočítáme-li ovšem několik kolizí s drobným domácím zvířectvem. 
Jindřich Knapp, který urazil více než polovinu ujeté vzdálenosti, získal za svou rekordní, vytrvalostní jízdu zlatou medaili Sportovní komise AKRČs. Vedení továrny si lepší propagaci - díky obšírnému zpravodajství Viléma Heinze v Lidových novinách a článku ing. Jana Šusty v respektovaném magazínu Auto nemohlo přát.

## Epilog
V roce 2023 byl veřejnosti na motoristické show Sosnová Classic představen zrenovovaný sportovní automobil Walter P III Super Sport z roku 1927. Tento automobil se následně v červnu 2023 zúčastnil závodu historických vozidel 1000 mil československých, v červenci vzpomínkové jízdy na Závod lázeňských míst (1920-22) a v září na závodu do vrchu historických automobilů Brno-Soběšice. Zakázková karoserie typu Super Sport byla dle údajů uvedených ve startovní listině k 1000 mílím vyrobena pouze v jednom kuse. Vůz nemá klasické přední okno, ale jen velmi nízký větrný štítek. Dobový tisk uváděl maximální rychlost 140 kilometrů v hodině. Zakázková karoserie typu Super Sport byla vyrobena v jediném exempláři pro Pražský autosalon 1927. Továrna Walter jím odkazovala na sportovní úspěchy továrního jezdce Jindřicha Knappa s vozem Walter 0 a chtěla nabídnout domácí klientele Super Sport za výhodnější cenu než evropská konkurence. Záměr továrně nevyšel a jediný vyrobený kus používaly k cestám za hranice všedních dnů spíše přítelkyně továrníka Tennyho Kumpery.
Původní Super Sport si "zahrál" ve filmu Z lásky z roku 1928 režiséra Vladimíra Slavínského. Na letenském Všesportovním stadionu postaveném v roce 1922 (betonová, oválná dráha se 2 klopenými zatáčkami) se Super Sport "utkal" v imaginárním závodu asi pěti automobilů.

## Galerie Walter P III Super Sport

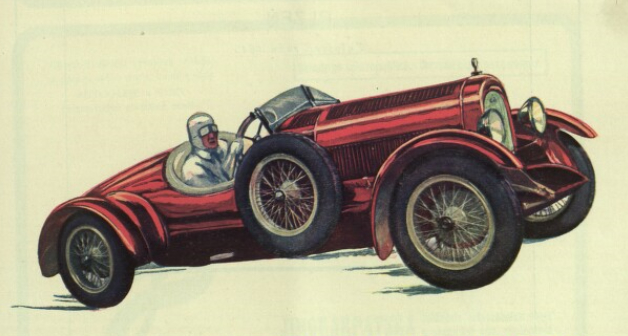
Walter P III Super Sport z dobové reklamy v časopisu Auto (1927)
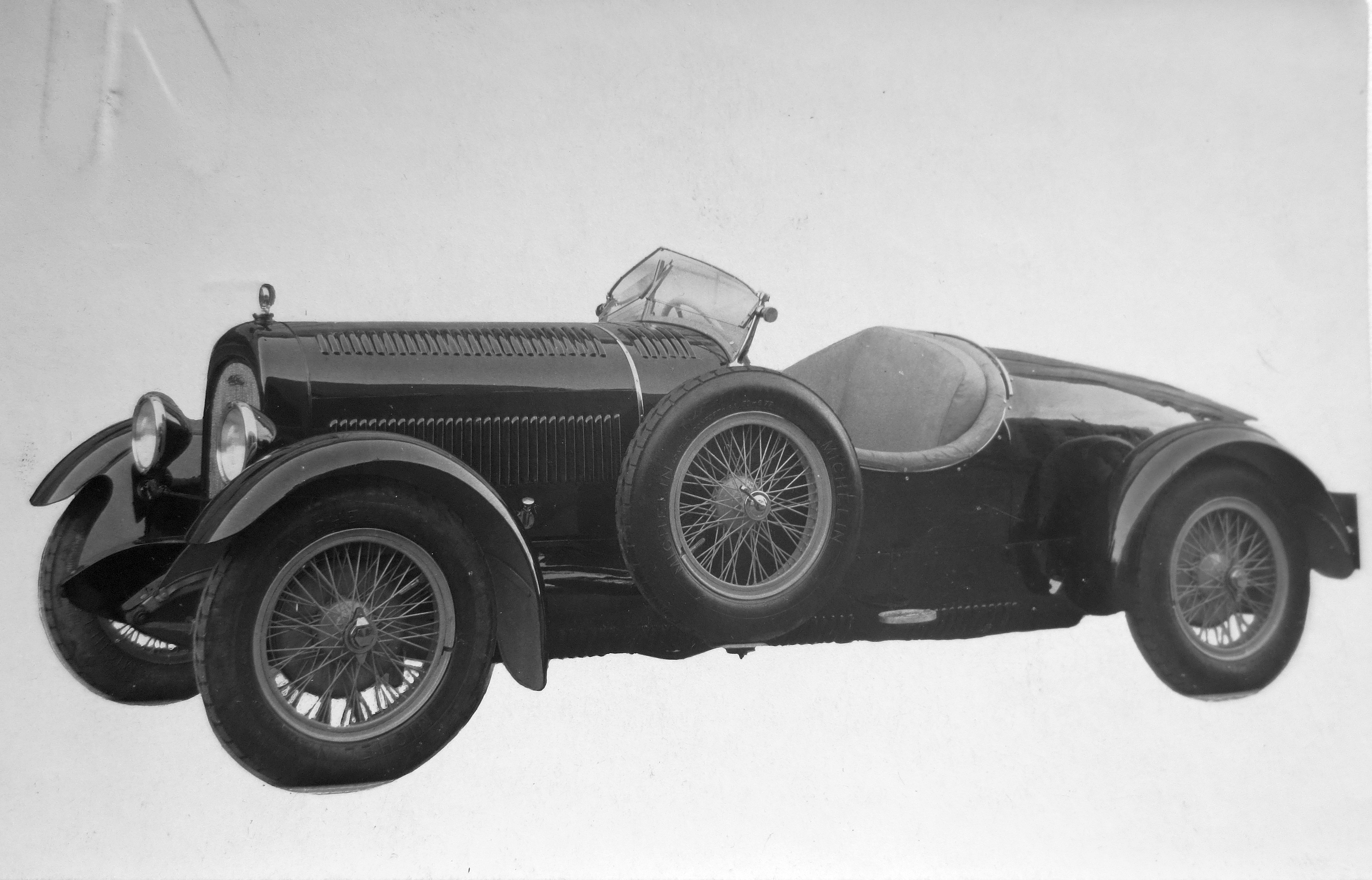
Walter P III Super Sport (1927)
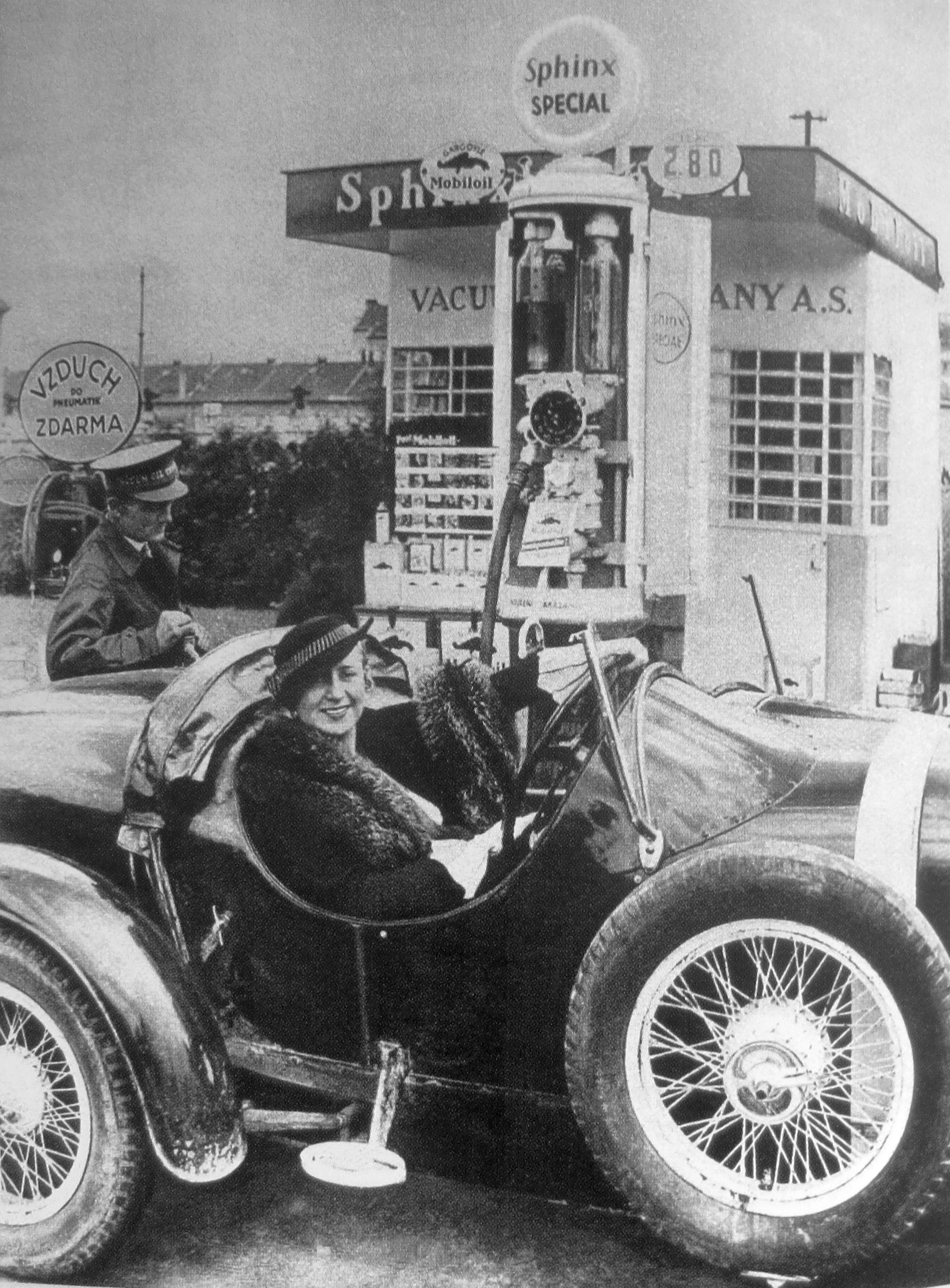
Walter P III SS (Super Sport) a Meda Valentová u benzínové pumpy Sphinx (1927)
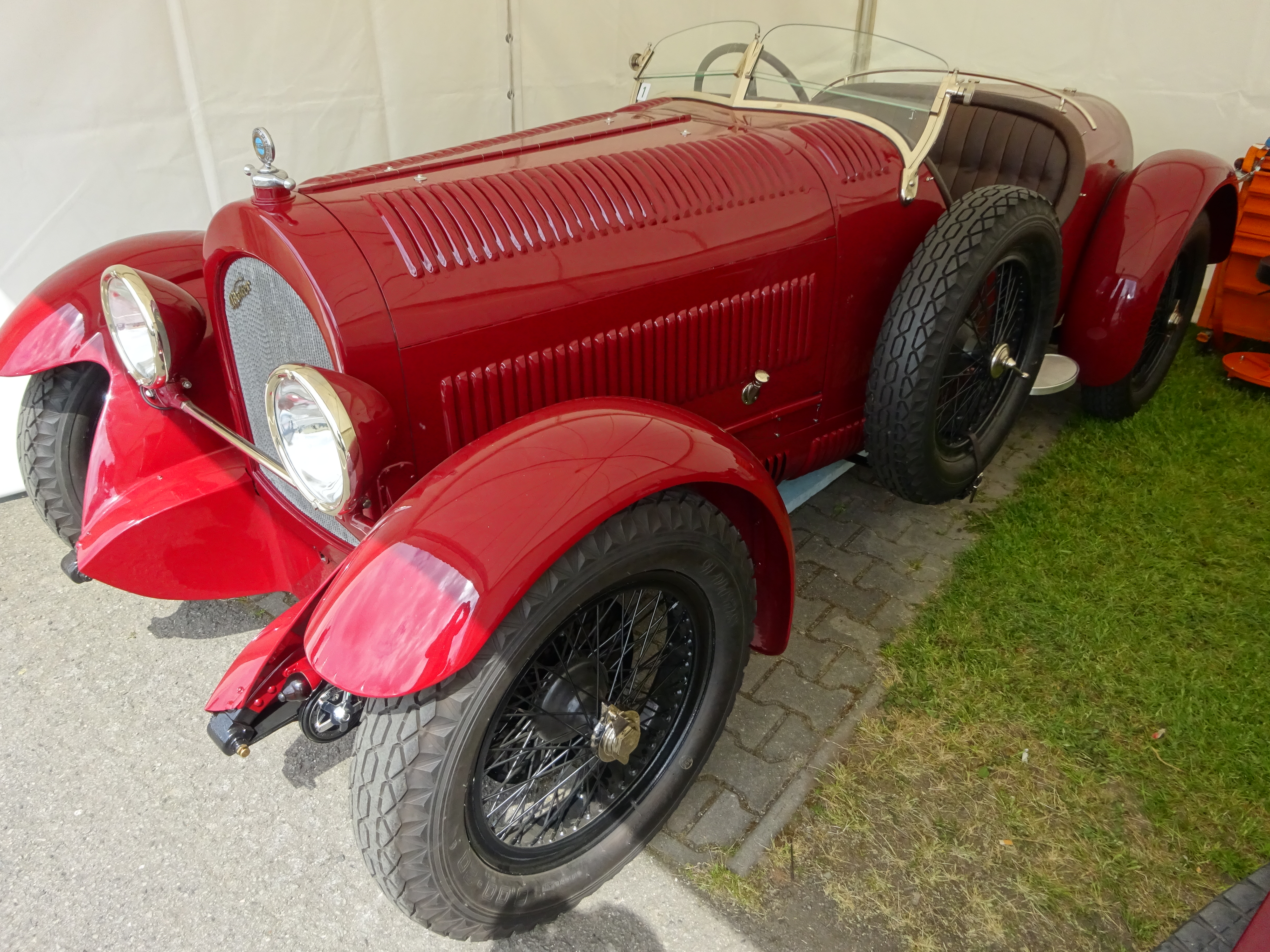
Renovovaný Walter P III Super Sport (1927)
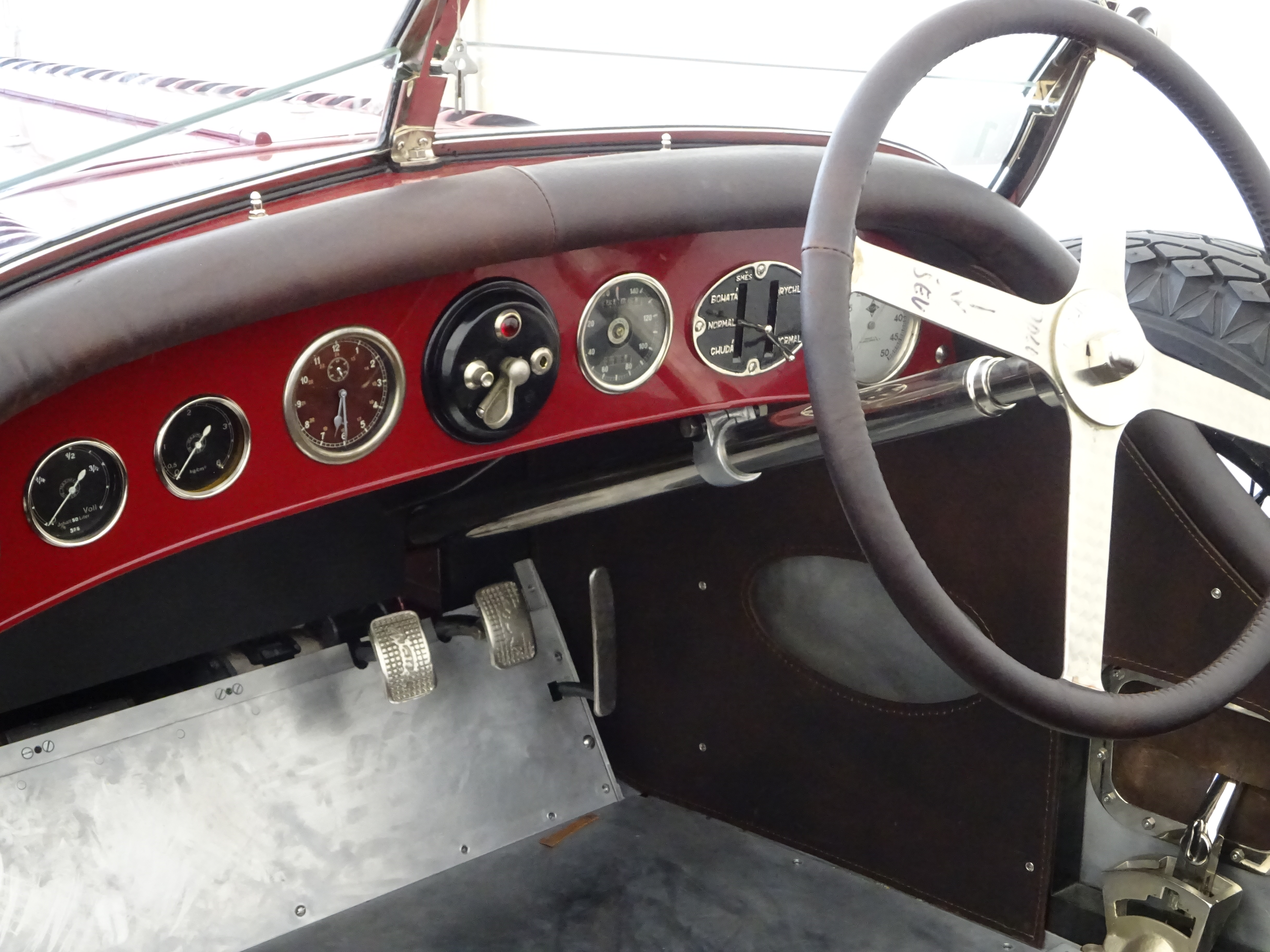
Walter P III Super Sport (1927), kokpit
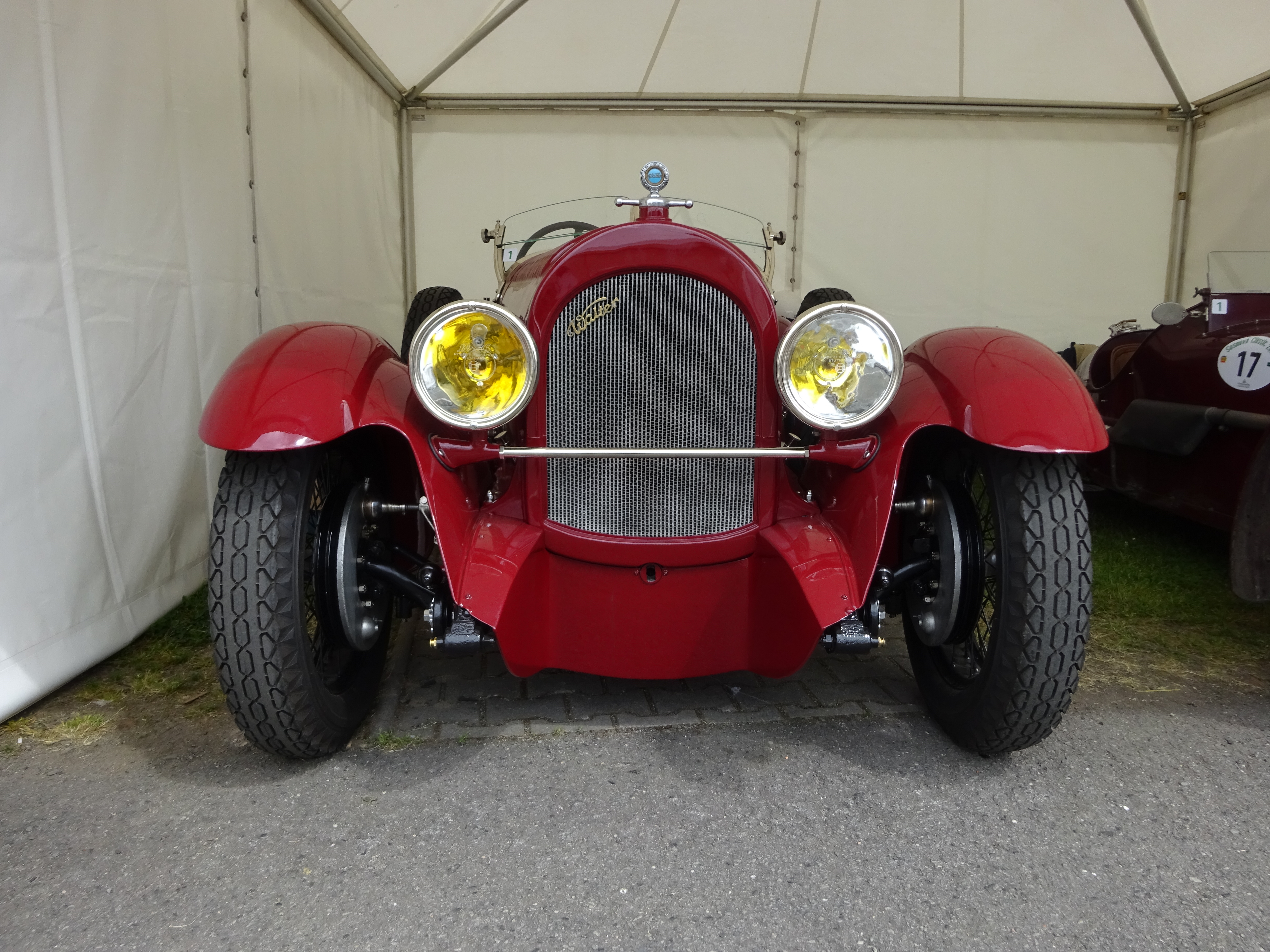
Walter P III Super Sport (1927) na Sosnová Classic 2023
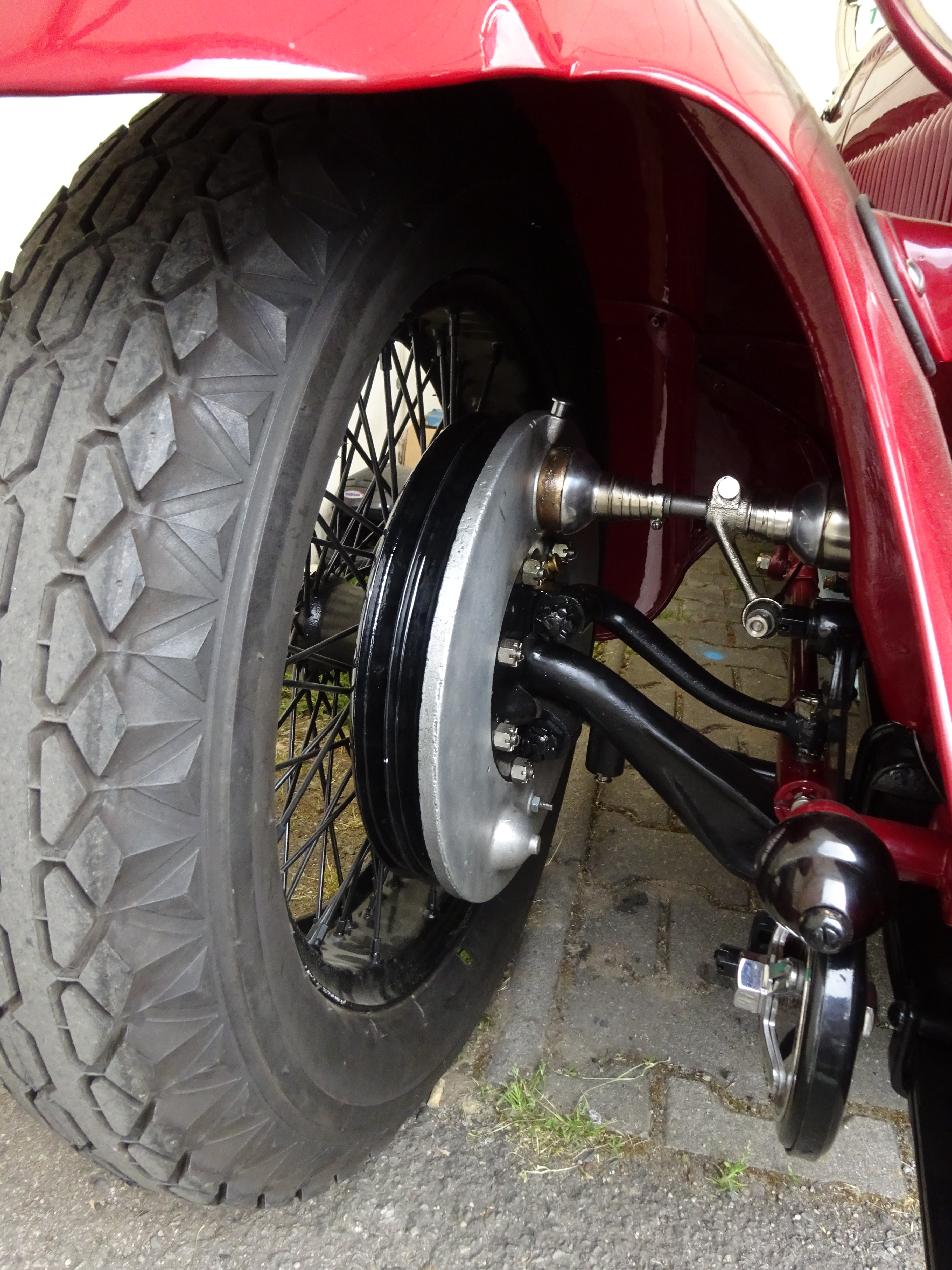
Walter P III Super Sport (1927), přední náprava
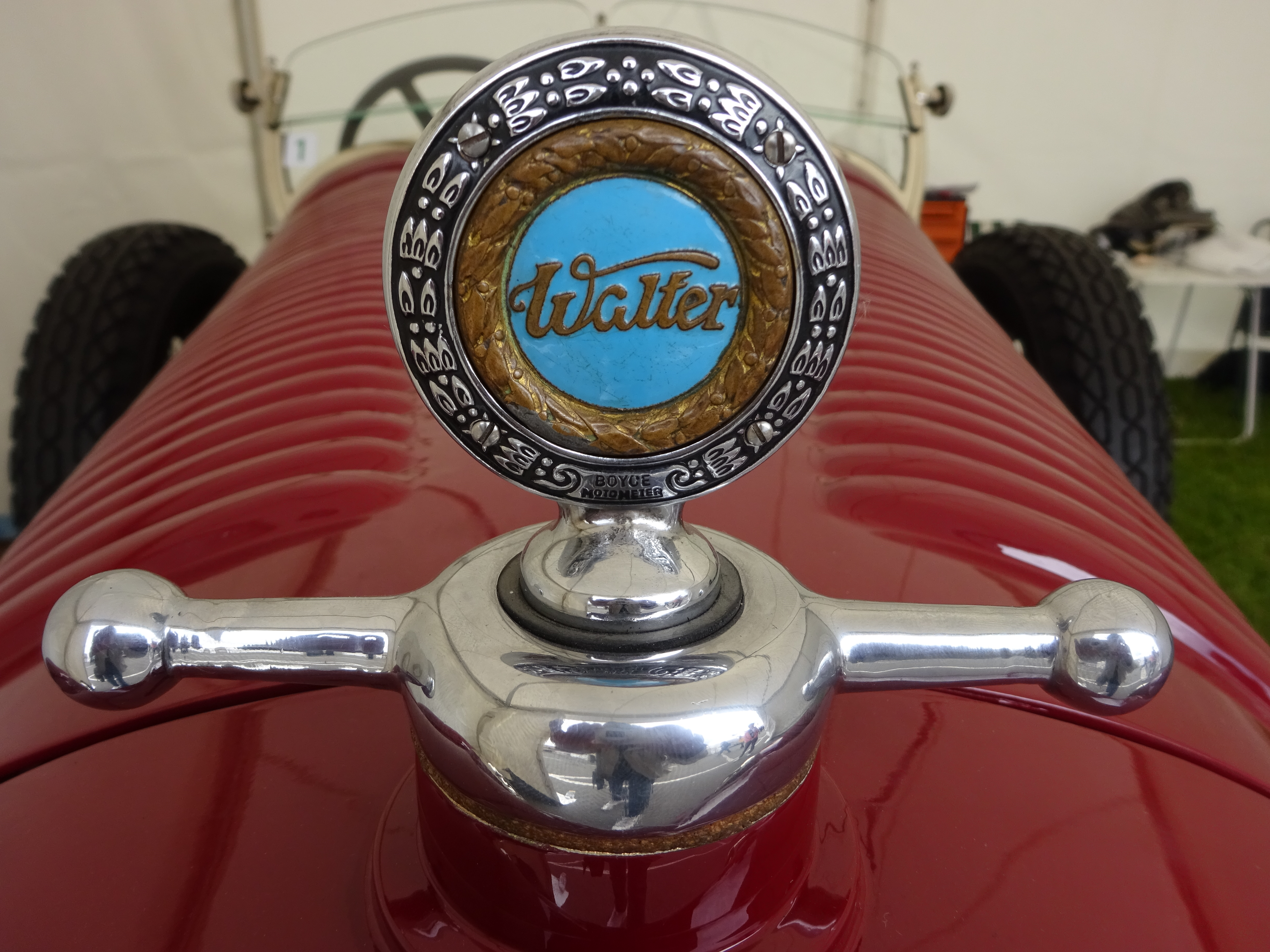
Walter P III Super Sport (1927), teploměr Boyce motometer
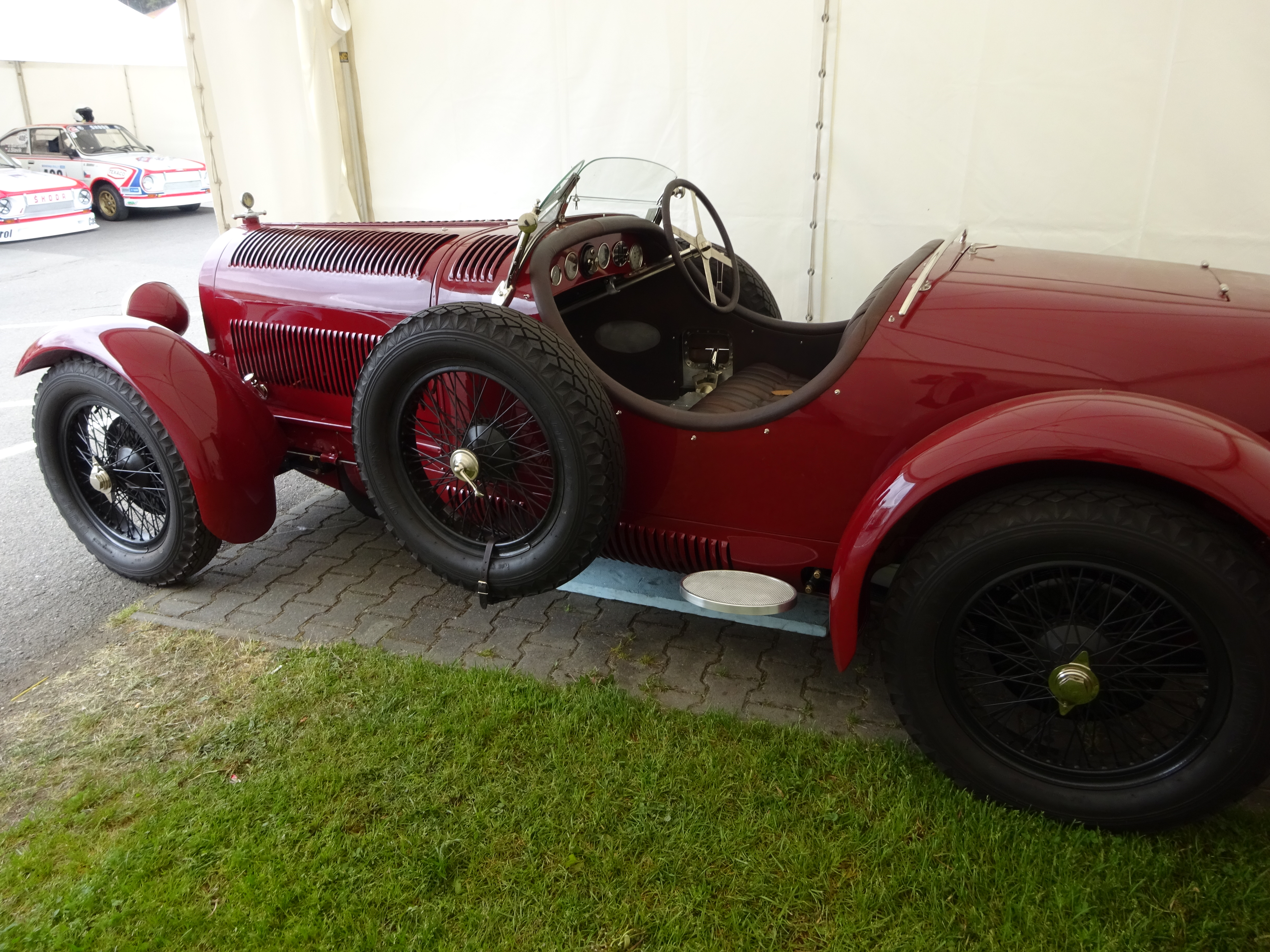
Walter P III Super Sport (1927), představený na Sosnová Classic
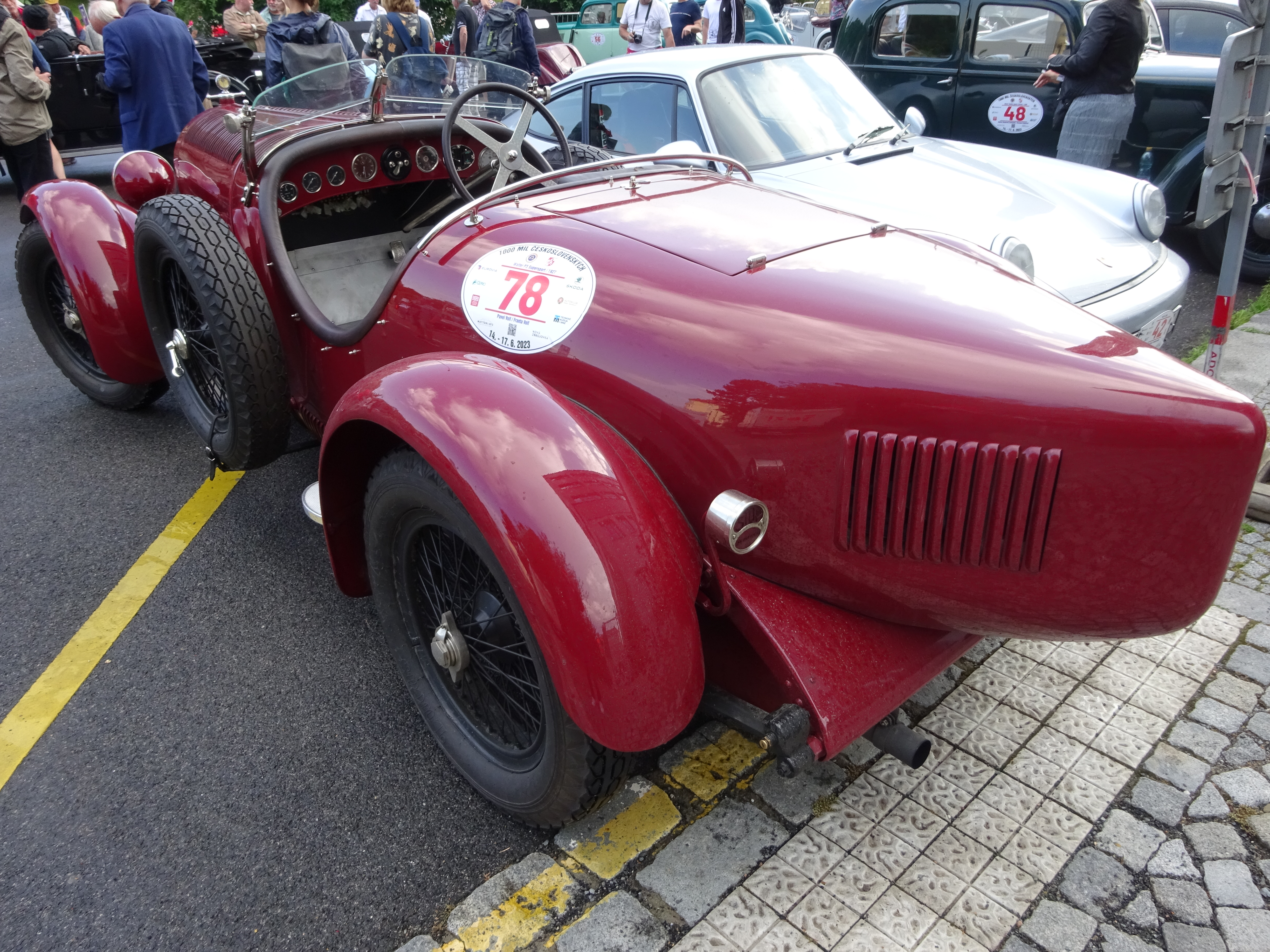
Walter P III (1000 mil čs. 2023)
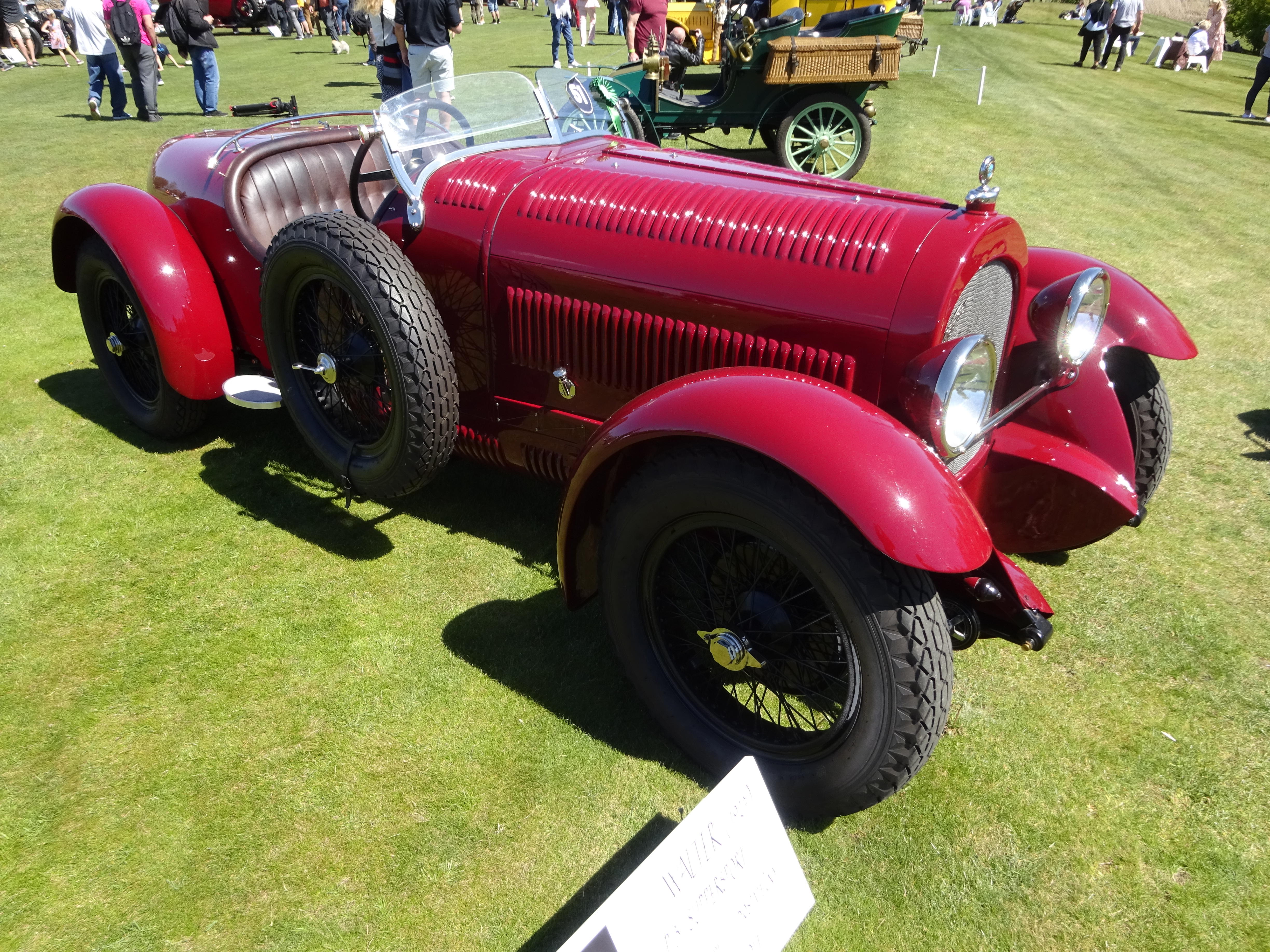
Walter P III (Automobilové klenoty 2024)
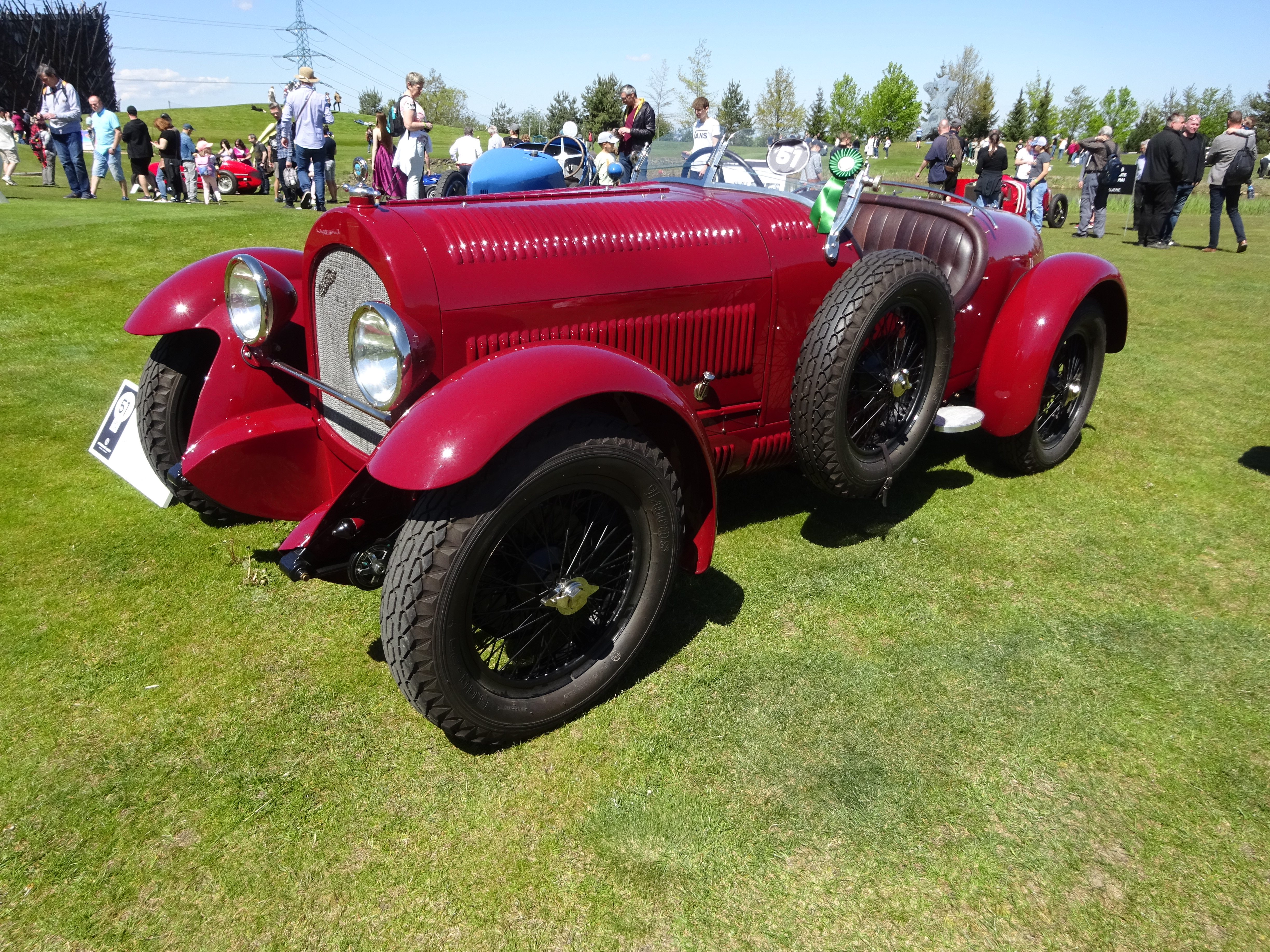
Walter P III, roadster (Automobilové klenoty 2024)